# Wilhelm Schmidt (Jurist, 1906)

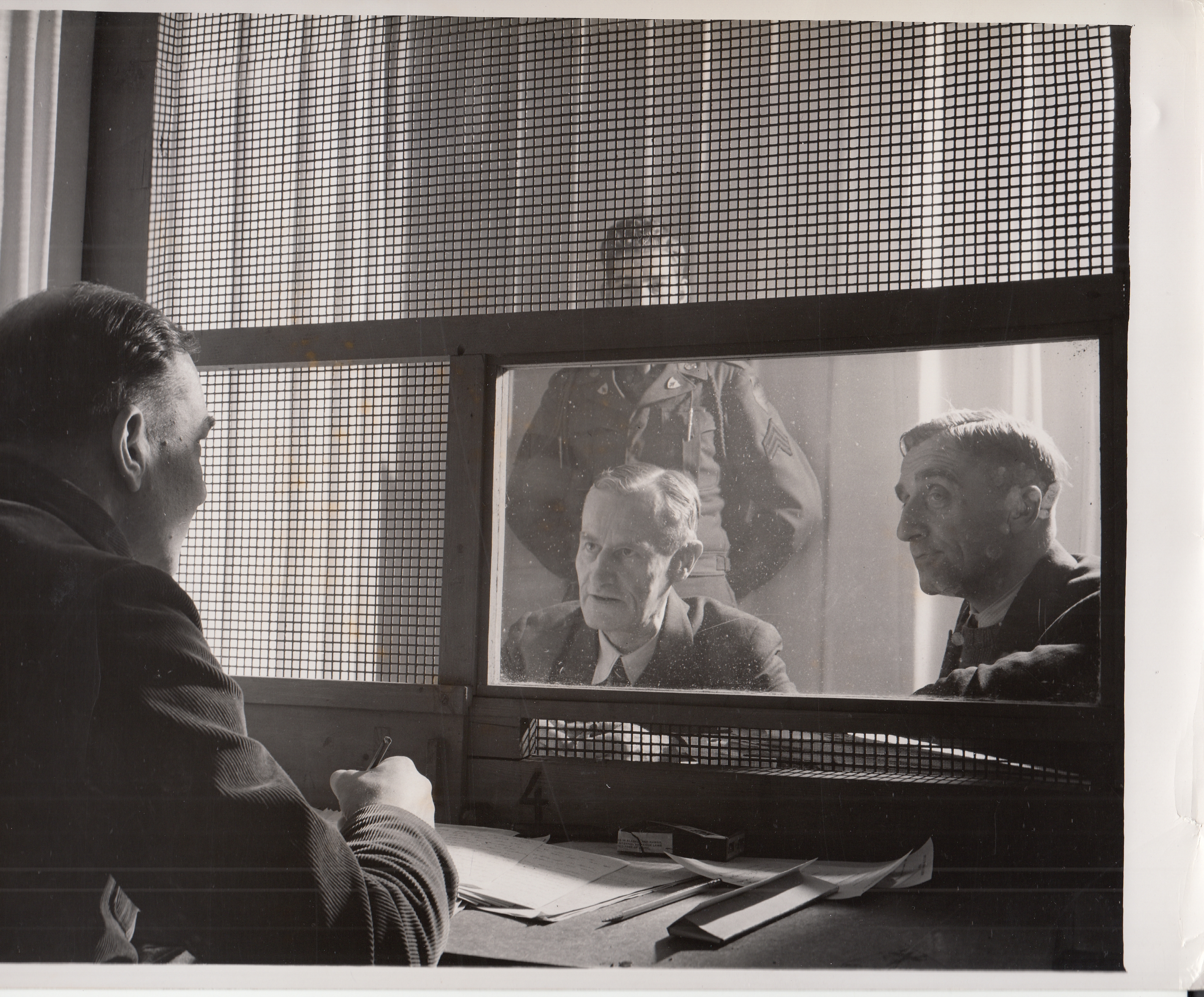
Wilhelm Schmidt (rechts) während des Ärzte-Prozesses, Dezember 1946 bis August 1947

Wilhelm Schmidt (* 1906 in Nürnberg; † nach 1948) war ein deutscher Jurist, u. a. Verteidiger während der Nürnberger Prozesse.

## Leben
Wilhelm Schmidt studierte an der Universität Erlangen. Später promovierte er. Ab 1937 war er Mitglied der NSDAP. Als Richter war er in Nürnberg tätig und wurde nach dem Krieg mit der Kategorie 4 „Mitläufer“ entnazifiziert.
Im Prozess Wirtschafts-Verwaltungshauptamt der SS (Fall 4 der Nachfolgeprozesse; USA gegen Oswald Pohl et al.), welcher ohne Revision von Anfang April 1947 bis Anfang November 1947 dauerte, war er ab 15. Juni 1948 als Nachfolger von Gerhard Rauschenbach Verteidiger von Hans Lörner. Lörner wurde in drei Anklagepunkten für schuldig befunden und zu 10 Jahren Haft verurteilt.
Im gleichen Prozess war er alleiniger Verteidiger von Josef Vogt. Vogt wurde freigesprochen.
Im Prozess Rasse- und Siedlungshauptamt der SS (Fall 8 der Nachfolgeprozesse; USA gegen Ulrich Greifelt et al.), der von Ende Oktober 1947 bis Mitte März 1948 dauerte, war er Verteidiger von Günther Tesch. Tesch wurde in einem von drei Anklagepunkten für schuldig befunden und zu 2 Jahren und 10 Monaten verurteilt. Mit der Urteilsverkündung wurde er aus der Haft entlassen, da er die Strafe bereits mit der Untersuchungshaft abgesessen hatte.
Im Wilhelmstraßen-Prozess (Fall 11 der Nachfolgeprozesse; USA gegen Ernst von Weizsäcker et al.), welcher von Januar 1948 bis April 1949 dauerte, war er vom 5. Februar 1948 bis 3. November 1948 als Nachfolger von Elisabeth Gombel, welche von Ernst Achenbach die Hauptverteidigung übernahm, Assistent der Verteidigung von Ernst Wilhelm Bohle.